# Пологівська сільська рада (Пологівський район)
| Пологівська сільська рада — колишній орган місцевого самоврядування у Пологівському районі Запорізької області з адміністративним центром у с. Пологи. Історична дата утворення: в 1795 році. Водоймища на території, підпорядкованій даній раді: р. Конка. Сільській раді підпорядковані населені пункти: - с. Пологи - с. Івана Франка |

## Склад ради
Рада складається з 20 депутатів та голови.

### Керівний склад ради
| ПІБ                             | Основні відомості                                                                  | Дата обрання | Дата звільнення |
| ------------------------------- | ---------------------------------------------------------------------------------- | ------------ | --------------- |
| Назаров Володимир Костянтинович | Сільський голова, 1955 року народження, освіта, член Соціалістичної партії України | 26.03.2006   | 21.01.2007      |
| Профатіло Марина Анатоліївна    | Сільський голова, 1972 року народження, освіта, позапартійна                       | 03.06.2007   | 31.10.2010      |
| Профатіло Марина Анатоліївна    | Сільський голова, 1972 року народження, освіта вища, член Партії регіонів          | 31.10.2010   |                 |

Примітка: таблиця складена за даними джерела